# Північне Сурігао
Північне Сурігао (себ.: Amihanang Surigao; ісп.: Provincia de Surigao del Norte) — провінція Філіппін у регіоні Карага на острові Мінданао. Адміністративним центром є місто Сурігао. Провінція Північне Сурігао є важливим транспортним коридором між Вісайськими островами та Мінданао.

## Географія
Площа провінції становить 1 972,93 км2. Провінція складається з невеликої території на півночі острова Мінданао і островів Сіаргао та Букас Гранде. Північне Сурігао межує на півдні з провінціями Північний Агусан і Південне Сурігао, на сході омивається Філіппінським морем.
У провінції є багато печер і тунелів. Деякі з них майже повністю занурюються у воду і можуть бути доступні лише під час відливів.
Більшість островів провінції мають гористий рельєф та багаті мінеральними речовинами. Зокрема тут розташоване одне з найбільших родовищ нікелю в світі. Також зустрічаються пісок і гравій.

### Адміністративний поділ
Адміністративно провінція поділяється на 20 муніципалітетів та одне незалежне місто.

## Демографія
Згідно перепису 2015 року населення провінції становило 485 088 осіб.